# Taekwondo na Letnich Igrzyskach Olimpijskich 2004
Taekwondo na XXVIII Letnich Igrzysk Olimpijskich w Atenach – zawody rozegrane po cztery kategorie kobiece i męskie w Faliro Coastal Zone Olympic Sports Complex. Wystartowało w nich 60 zawodniczek i 64 zawodników. Turniej rozgrywany był systemem eliminacji. Pokonani mogli walczyć w repasażach.

## Mężczyźni

### waga do 58 kg
| Lp. | Państwo         | Zawodnik      |
| --- | --------------- | ------------- |
| 1   | Chińskie Tajpej | Chu Mu-yen    |
| 2   | Meksyk          | Óscar Salazar |
| 3   | Egipt           | Tamer Bayoumi |

### waga do 68 kg
| Lp. | Państwo          | Zawodnik             |
| --- | ---------------- | -------------------- |
| 1   | Iran             | Hadi Saei Bonehkohal |
| 2   | Chińskie Tajpej  | Huang Chih-hsiung    |
| 3   | Korea Południowa | Song Myeong-seob     |

### waga do 80 kg
| Lp. | Państwo           | Zawodnik        |
| --- | ----------------- | --------------- |
| 1   | Stany Zjednoczone | Steven López    |
| 2   | Turcja            | Bahri Tanrikulu |
| 3   | Iran              | Yossef Karami   |

### waga powyżej 80 kg
| Lp. | Państwo          | Zawodnik              |
| --- | ---------------- | --------------------- |
| 1   | Korea Południowa | Moon Dae-sung         |
| 2   | Grecja           | Alexandros Nikolaidis |
| 3   | Francja          | Pascal Gentil         |

## Kobiety

### waga do 49 kg
| Lp. | Państwo         | Zawodniczka                 |
| --- | --------------- | --------------------------- |
| 1   | Chińskie Tajpej | Chen Shih-hsin              |
| 2   | Kuba            | Yuliet Labrada Diaz Yanelis |
| 3   | Tajlandia       | Yaowapa Boorapolchai        |

### waga do 57 kg
| Lp. | Państwo           | Zawodniczka           |
| --- | ----------------- | --------------------- |
| 1   | Korea Południowa  | Jang Ji-won           |
| 2   | Stany Zjednoczone | Nia Abdallah          |
| 3   | Meksyk            | Iridia Salazar Blanco |

### waga do 67 kg
| Lp. | Państwo          | Zawodniczka         |
| --- | ---------------- | ------------------- |
| 1   | Chiny            | Luo Wei             |
| 2   | Grecja           | Elisavet Mystakidou |
| 3   | Korea Południowa | Hwang Kyung-seon    |

### waga powyżej 67 kg
| Lp. | Państwo   | Zawodniczka     |
| --- | --------- | --------------- |
| 1   | Chiny     | Chen Zhong      |
| 2   | Francja   | Myriam Baverel  |
| 3   | Wenezuela | Adriana Carmona |